# Псоу (село)
Псоу или Сальме (груз. სალმე; абх. Ԥсоу; эст. Salme küla) — село в Абхазии. Находится в Гагрском районе. Входит состав сельской администрации посёлка городского типа Гячрыпш.

## Население
По данным 1959 года, в селе Сальме жило 1268 жителей, в основном русские и эстонцы (в Леселидзевском сельсовете в целом — 2964 жителя). К 1989 году в селе жило 1659 человек, в нём преобладали уже эстонцы, армяне, грузины/русские. Большинство эстонцев из числа жителей села репатриировалось в Эстонию во время Грузино-абхазской войны 1992—1993 годов. По состоянию на 2015 год, в Сальме проживало около 530 этнических эстонцев и работала школа, где имелась возможность получить образование частично на эстонском языке (Salme küla keskkool).

## История
В 1884 году эстонцами-переселенцами из прихода Куусалу, располагавшегося в восточной части Ревельского уезда Эстляндской губернии, было основано поселение, названное в 1885 году Сальме. Согласно постановлению Верховного Совета Республики Абхазия от 4 декабря 1992 года, село было названо название Псоу (Псоу-ахабла), по названию находящейся рядом реки Псоу. По законам Грузии продолжает носить название Сальме.
В конце XIX века был построен небольшой лесопильный завод. Выкорчевав лес и осушив болота, здесь заложили сливовые сады, сделали сушильню для фруктов, занялись разведением овощей, в том числе цветной капусты. Свою продукцию эстонские переселенцы сбывали в Гагре, Адлере, Сочи и в других поселениях черноморского побережья.
Из-за болот в районе поселения жители месяцами страдали от приступов малярии, многие умирали от болезни.
Рядом с Сальме в начале XX века возникло дачное местечко Муравьёво, а затем небольшой посёлок под названием Ермоловка (ныне на территории России), который в 1915 году занимал площадь около тысячи десятин, в основном это были дачные владения.
После Второй мировой войны село входило в состав колхоза имени Сталина Леселидзевского сельсовета. В селе проживали работники этого колхоза Герои социалистического труда председатель Ганс Михайлович Северин, агроном Вамбол Гансович Янес, табаководы бригадир Вольдемар Магнусович Ромм, звеньевые Михаил Юганович Конно, Ильда Иоэловна Локк и Маймо Михайловна Мазикас.